# Крёльдруп, Пер
Пер Билле́сков Крёльдруп (дат. Per Billeskov Krøldrup; род. 31 июля 1979[…], Фарсё, Северная Ютландия) — датский футболист, защитник. Выступал за сборную Дании.

## Карьера
Пер Крёльдруп начал свою карьеру в клубе низших лиг «Ольборг Канг», затем выступал за клуб «Б-93» в датской Суперлиге. В 2001 году Крёльдруп перешёл в итальянский клуб «Удинезе», там он выступал с другим датчанином Мартином Йоргенсеном, утверждавшим, что Крёльдруп готов к игре за национальную команду. А в феврале 2004 года Крёльдруп дебютировал в матче сборной Дании с Турцией, а затем поехал в её составе на чемпионат Европы, но там не провёл ни одной игры.
Через сезон после чемпионата Европы, Крёльдруп уехал в Англию, в клуб «Эвертон», где игра у датского защитника не заладилась, и он уже в январе 2006 года решил вернуться в Италию, где подписал контракт с «Фиорентиной», вновь оказавшись в одном клубе с Йоргенсеном. Однако по окончании того же сезона в Италии случился «Кальчополи», вследствие чего «Фиорентину» хотели отправить в Серию В. Крёльдруп с частью игроков клуба принял решение покинуть команду, но после достаточно удачного «решения» суда, согласно которому «Фиорентина» осталась в высшем дивизионе, передумал и вновь стал игроком команды. Однако закрепиться в основе Крёльдруп не смог, проигрывая конкуренцию капитану команды Дарио Дайнелли. Игроком основного состава Крёльдруп стал только после ухода Дайнелли.
17 мая 2010 года Крёльдруп продлил контракт с «Фиорентиной» до 30 июня 2012 года.
2 октября 2013 года на правах свободного агента подписал контракт с «Ольяненсе» до 30 июня 2014 года. 26 октября дебютировал за свой новый клуб в домашнем матче Суперлиги с «Арокой».

## Статистика

### Матчи Крёльдрупа за сборную Дании
| Матчи Крёльдрупа за сборную Дании | Матчи Крёльдрупа за сборную Дании | Матчи Крёльдрупа за сборную Дании | Матчи Крёльдрупа за сборную Дании | Матчи Крёльдрупа за сборную Дании | Матчи Крёльдрупа за сборную Дании |
| --------------------------------- | --------------------------------- | --------------------------------- | --------------------------------- | --------------------------------- | --------------------------------- |
| №                                 | Дата                              | Соперник                          | Счёт                              | Голы Крёльдрупа                   | Соревнование                      |
| 1                                 | 18 февраля 2004                   | Турция                            | 1:0                               | —                                 | Товарищеский матч                 |
| 2                                 | 31 марта 2004                     | Испания                           | 0:2                               | —                                 | Товарищеский матч                 |
| 3                                 | 28 апреля 2004                    | Шотландия                         | 1:0                               | —                                 | Товарищеский матч                 |
| 4                                 | 30 мая 2004                       | Эстония                           | 2:2                               | —                                 | Товарищеский матч                 |
| 5                                 | 5 июня 2004                       | Хорватия                          | 1:2                               | —                                 | Товарищеский матч                 |
| 6                                 | 4 сентября 2004                   | Украина                           | 1:1                               | —                                 | Чемпионат мира 2006 (отбор)       |
| 7                                 | 9 октября 2004                    | Албания                           | 2:0                               | —                                 | Чемпионат мира 2006 (отбор)       |
| 8                                 | 13 октября 2004                   | Турция                            | 1:1                               | —                                 | Чемпионат мира 2006 (отбор)       |
| 9                                 | 17 ноября 2004                    | Грузия                            | 2:2                               | —                                 | Чемпионат мира 2006 (отбор)       |
| 10                                | 9 февраля 2005                    | Греция                            | 1:2                               | —                                 | Чемпионат мира 2006 (отбор)       |
| 11                                | 30 марта 2005                     | Украина                           | 0:1                               | —                                 | Чемпионат мира 2006 (отбор)       |
| 12                                | 2 июня 2005                       | Финляндия                         | 1:0                               | —                                 | Товарищеский матч                 |
| 13                                | 8 июня 2005                       | Албания                           | 3:1                               | —                                 | Чемпионат мира 2006 (отбор)       |
| 14                                | 1 марта 2006                      | Израиль                           | 2:0                               | —                                 | Товарищеский матч                 |
| 15                                | 31 мая 2006                       | Франция                           | 0:2                               | —                                 | Товарищеский матч                 |
| 16                                | 6 февраля 2007                    | Австралия                         | 3:1                               | —                                 | Товарищеский матч                 |
| 17                                | 17 ноября 2007                    | Северная Ирландия                 | 1:2                               | —                                 | Чемпионат Европы 2008 (отбор)     |
| 18                                | 21 ноября 2007                    | Исландия                          | 3:0                               | —                                 | Чемпионат Европы 2008 (отбор)     |
| 19                                | 6 февраля 2008                    | Словения                          | 2:1                               | —                                 | Товарищеский матч                 |
| 20                                | 26 марта 2008                     | Чехия                             | 1:1                               | —                                 | Товарищеский матч                 |
| 21                                | 29 мая 2008                       | Нидерланды                        | 1:1                               | —                                 | Товарищеский матч                 |
| 22                                | 1 июня 2008                       | Польша                            | 1:1                               | —                                 | Товарищеский матч                 |
| 23                                | 19 ноября 2008                    | Уэльс                             | 0:1                               | —                                 | Товарищеский матч                 |
| 24                                | 11 февраля 2009                   | Греция                            | 1:1                               | —                                 | Товарищеский матч                 |
| 25                                | 28 марта 2009                     | Мальта                            | 3:0                               | —                                 | Чемпионат мира 2010 (отбор)       |
| 26                                | 14 ноября 2009                    | Республика Корея                  | 0:0                               | —                                 | Товарищеский матч                 |
| 27                                | 18 ноября 2009                    | США                               | 3:1                               | —                                 | Товарищеский матч                 |
| 28                                | 3 марта 2010                      | Австрия                           | 1:2                               | —                                 | Товарищеский матч                 |
| 29                                | 1 июня 2010                       | Австралия                         | 0:1                               | —                                 | Товарищеский матч                 |
| 30                                | 5 июня 2010                       | ЮАР                               | 0:1                               | —                                 | Товарищеский матч                 |
| 31                                | 24 июня 2010                      | Япония                            | 1:3                               | —                                 | Чемпионат мира 2010               |
| 32                                | 8 октября 2010                    | Португалия                        | 1:3                               | —                                 | Чемпионат Европы 2012 (отбор)     |
| 33                                | 12 октября 2010                   | Кипр                              | 2:0                               | —                                 | Чемпионат Европы 2012 (отбор)     |

Итого: 33 матча / 0 голов; 12 побед, 9 ничьих, 12 поражений.